# 佩奇大学
佩奇大学（匈牙利語：Pécsi Tudományegyetem，[ˈpeːt͡ʃi ˈtudomaːɲɛɟɛtɛm]，PTE）是匈牙利最大的高等教育机构之一。大学的历史始于中世纪，1367年，在匈牙利国王拉约什一世的请求下，教皇乌尔班五世授予建立该机构的许可。这使其成为匈牙利的第一所大学，也是中欧的第四所大学。大学的官方继承者是1912年成立于波佐尼（今布拉迪斯拉发）的伊丽莎白大学。1921年，在布拉迪斯拉发成为捷克斯洛伐克的一部分后，大学迁至佩奇。1951年，医学院独立存在，直到2000年与佩奇的其他学院组成的雅努斯·潘诺尼乌斯大学（Janus Pannonius Tudományegyetem）合并，形成了现在的佩奇大学。
目前，大学大约有22,000名学生，其中4,900名是用英语或德语学习的国际学生。这使其成为该国拥有最多学生的高等教育机构之一。大学设有10个学院，多个诊所和研究中心支持学生的学术发展。

## 院系设置
- 成人教育与人力资源开发系
- 商业与经济系
- 健康科学系
- 人类学系
- 法学系
- 音乐与视觉艺术系
- 自然科学系
- 教育学系
- 医学院
- 工程系